# Aptychella linearifolia
Aptychella linearifolia är en bladmossart som beskrevs av Theodor Carl Karl Julius Herzog 1920. Aptychella linearifolia ingår i släktet Aptychella och familjen Sematophyllaceae. Inga underarter finns listade i Catalogue of Life.